# 458
| [ Edytuj tabelę ]          |                                    |
| Cesarz Bizancjum           | - 457 Leon I 474                   |
| Król Franków               | - 457 Childeryk I 481              |
| Chan Hunów                 | - 454 Dengizek 469 - 458 Ernak 469 |
| Król Kentu                 | - 455 Hengest 488                  |
| Patriarcha Konstantynopola | - 458 Gennadiusz I 471             |
| Władca Korei               | - 413 Changsu 491                  |
| Król Munsteru              | - 453 Óengus 489                   |
| Papież                     | - 440 Leon I 461                   |
| Król Persji                | - 457 Hormizd III 459              |
| Cesarz Rzymu               | - 457 Majorian 461                 |
| Król Wandalów              | - 428 Genzeryk 477                 |
| Król Wizygotów             | - 453 Teodoryk II 466              |

Rok 458 / CDLVIII
stulecia: IV wiek ~
V wiek ~
VI wiek

lata: 448 «
453 «
454 «
455 «
456 «
457 «
458
» 459
» 460
» 461
» 462
» 463
» 468

## Wydarzenia
- 25 sierpnia – w Indiach został ogłoszony traktat Lokavibhaaga, w którym pojawił się współczesny symbol liczby 0.

## Zmarli
- św. Juwenalis z Jerozolimy - patriarcha jerozolimski